# Chiara Appendino
Chiara Appendino (født 12. juni 1984 i Moncalieri, Italien) er en italiensk politiker.
Hun er medlem af 5-stjerne bevægelsen og har siden 2016 været borgmester i Torino, Piemonte.

## Biografi
Efter at have taget en uddannelse indenfor regnskabsvæsen fra Università commerciale Luigi Bocconi i Milano, var hun i flere år beskæftiget med regnskab i forskellige italienske virksomheder, herunder fodboldklubben Juventus.
I maj 2011 blev hun indvalgt i kommunalbestyrelsen i Torino for 5-stjerne bevægelsen, for herefter i 2016 at blive valgt som borgmester for samme parti med 54,6% at stemmerne i anden valgrunde.